# Monica Van Kerrebroeck
Monica Van Kerrebroeck, née le 22 juillet 1939 à Gand et morte à Zaffelare le 20 août 2023, est une femme politique belge flamande, membre du CD&V.
Elle fut enseignante et directrice.
Elle est licenciée en histoire moderne (KUL).

## Fonctions politiques
- conseillère communale à Gand (2001-)
- députée au Parlement flamand:
  - du 6 juillet 2004 au 7 juin 2009